# Eschershausen
Eschershausen er en kommune i den østlige del af Landkreis Holzminden i den tyske delstat Niedersachsen, med 3.460 indbyggere (2012), og er en del af amtet Eschershausen-Stadtoldendorf.

## Geografi
Eschershausen ligger omkring 20 km nordøst for Holzminden, og 50 km syd for Hanover.
Den er omgivet af de op til 480 m høje skovrige mittelgebirgeområder Ith, Vogler, Hils, Homburgwald og Elfas, og den ligger dermed centralt i Weserbergland ved den fiskerige flod Lenne.

### Nabokommuner
Byen og kommunen Eschershausen grænser mod nord til Holzen, mod øst til de kommunefri områder Eschershausen og Eimen, mod sydøst til kommunen Lenne, mod syd til byen Stadtoldendorf, mod sydvest til kommunen Holenberg, mod vest til Kirchbrak og mod nordvest til Lüerdissen, alle i Landkreis Holzminden.

### Inddeling
Til byen Eschershausen hører ud over hovedbyen Eschershausen landsbyerne Scharfoldendorf og Wickensen.
Eschershausen var administrationsby for den tidligere Samtgemeinde Eschershausen.